# Eugenio Masciari
Eugenio Masciari (Catanzaro, 18 marzo 1949) è un attore italiano.

## Biografia
Nel cinema ha recitato sotto la direzione di grandi registi da Mario Monicelli a Roberto Benigni a Nanni Moretti.
Nel 1985 ha diretto il suo unico film da regista, Azzurri, che vedeva la partecipazione di Gianni Morandi in un ruolo cameo, Sergio Vastano e Giuliano Ferrara. 
Ha anche curato il soggetto e la sceneggiatura della pellicola Volare!, diretta da Vittorio De Sisti, ed è stato assistente alla regia del film Compagna di viaggio.

## Filmografia

### Attore
- I camionisti, regia di Flavio Mogherini (1982)
- Bonnie e Clyde all'italiana, regia di Steno (1983)
- Tu mi turbi, regia di Roberto Benigni (1983)
- La messa è finita, regia di Nanni Moretti (1985)
- La donna del traghetto, regia di Amedeo Fago (1986)
- Palombella rossa, regia di Nanni Moretti (1989)
- Parenti serpenti, regia di Mario Monicelli (1992)
- Cinecittà... Cinecittà, regia di Vincenzo Badolisani (1992)
- Il mostro, regia di Roberto Benigni (1994)
- Ustica - Una spina nel cuore, regia di Romano Scavolini (2001)

### Regista
- Azzurri (1985)

### Sceneggiatore
- Azzurri, regia di Eugenio Masciari (1985)
- Volare!, regia di Vittorio De Sisti (1997)
- L'uomo che disegnò Dio, regia di Franco Nero (2022)

## Premi e riconoscimenti
- 1986 - Ciak d'oro
  - Candidato a migliore attore non protagonista - La messa è finita[1][2]